# Genoa CFC
Genoa Cricket and Football Club (svenska: Genuas Cricket och Fotbollsklubb) är en sportklubb från Genua i Italien. Genoa CFC är Italiens äldsta fotbollsklubb, och grundades den 7 september 1893.
Klubben grundades av engelsmän och den var till en början bara öppen för engelsmän och var en klubb som skulle representera England utomlands. Den fokuserade till en början främst på cricket och friidrott och fotbollen sågs som ett sidoprojekt. De spelade i vita tröjor, samma som engelska landslaget som en del av den nationella representationen Efter några år öppnade klubben för italienska spelare och klubben.
Klubben vann det första italienska mästerskapet som arrangerades 1898 och var en storklubb fram till det första världskriget. Under mellankrigstiden förbjöd den fascistiska regimen utländska namn och klubben kallade sig Genova 1893 Circolo del Calcio. Den höll sig fortfarande kvar i första divisionen och tog sin sista stora titel Coppa Italia 1937. 1955–1956 var Gunnar Gren medlem av Genoa CFC.
Efter 1960 har klubben endast sporadiskt spelat i Serie A och man har ofta farit fram och tillbaka mellan Serie B och Serie A (och man har till och med hunnit med några sejourer i Serie C). Den senaste sejouren i översta ligan varade perioden 1989–1994 då man bland annat ett år spelade i Uefacupen, efter att ha nått en fjärdeplacering säsongen 1990/1991. De säsonger som Genoa och Sampdoria spelar i samma division spelas det heta derbyn mellan klubbarna, senast i Serie B säsongen 2002/2003. Efter tolv säsonger utanför Serie A återkom Genoa till högsta divisionen säsongen 2007/2008. Genoa spelar sedan säsongen 2011/2012 åter i högsta divisionen, och har hållit sig kvar där (2021).

## Spelare

### Truppen
| Nr | Land           | Pos | Namn                                 |
| -- | -------------- | --- | ------------------------------------ |
| 1  | Kroatien       | MV  | Adrian Šemper                        |
| 2  | Italien        | F   | Stefano Sabelli                      |
| 3  | Belgien        | F   | Zinho Vanheusden (lån från Inter)    |
| 4  | Italien        | F   | Domenico Criscito                    |
| 5  | Italien        | F   | Andrea Masiello                      |
| 6  | Italien        | MF  | Francesco Cassata                    |
| 9  | Ecuador        | A   | Felipe Caicedo                       |
| 10 | Italien        | MF  | Filippo Melegoni (lån från Atalanta) |
| 11 | Schweiz        | MF  | Valon Behrami                        |
| 13 | Italien        | F   | Mattia Bani                          |
| 14 | Italien        | F   | Davide Biraschi                      |
| 15 | Mexiko         | F   | Johan Vásquez (lån från UNAM Pumas)  |
| 18 | Italien        | MF  | Paolo Ghiglione                      |
| 19 | Nordmakedonien | A   | Goran Pandev                         |
| 20 | Ghana          | A   | Caleb Ekuban                         |
| 21 | Serbien        | F   | Ivan Radovanović                     |
| 22 | Italien        | MV  | Federico Marchetti                   |

| Nr | Land         | Pos | Namn                               |
| -- | ------------ | --- | ---------------------------------- |
| 23 | Italien      | A   | Mattia Destro                      |
| 24 | Italien      | A   | Flavio Bianchi                     |
| 27 | Italien      | MF  | Stefano Sturaro                    |
| 33 | Brasilien    | MF  | Hernani (lån från Parma)           |
| 35 | Italien      | MV  | Lorenzo Andrenacci                 |
| 44 | Polen        | A   | Aleksander Buksa                   |
| 47 | Kroatien     | MF  | Milan Badelj                       |
| 50 | Italien      | F   | Andrea Cambiaso                    |
| 52 | Serbien      | F   | Nikola Maksimović                  |
| 57 | Italien      | MV  | Salvatore Sirigu                   |
| 65 | Italien      | MF  | Nicolò Rovella (lån från Juventus) |
| 66 | Italien      | F   | Laurens Serpe                      |
| 90 | Italien      | MF  | Manolo Portanova                   |
| 91 | Sierra Leone | A   | Yayah Kallon                       |
| 93 | Algeriet     | MF  | Mohamed Fares (lån från Lazio)     |
| 94 | Frankrike    | MF  | Abdoulaye Touré                    |
| -  | Chile        | MF  | Pablo Galdames                     |

### Pensionerade nummer
6 –  Gianluca Signorini, Försvarare, 1988–1995
7 –  Marco Rossi, Mittfältare, 2003–2013
12 – Gradinata Nord-fansen, "den tolfte spelaren"